# Johnny Norlander
John A. "Johnny" Norlander (Virginia, Minnesota, 5 de marzo de 1921-6 de marzo de 2002) fue un jugador de baloncesto estadounidense que disputó cinco temporadas entre la BAA y la NBA, además de jugar en la ABL y la EBL. Con 1,91 metros de estatura, jugaba en la posición de alero.

## Trayectoria deportiva

### Universidad
Jugó durante su etapa universitaria con los Piper de la Universidad Hamline, siendo el primer jugador de dicha universidad en llegar a jugar en la NBA.

### Profesional
Comenzó su andadura profesional en los Baltimore Bullets, entonces en la ABL, donde únicamente llegó a disputar dos partidos, en los que promedió 2,5 puntos. Al año siguiente fichó por los Washington Capitols de la recién creada BAA, con los que, en su primera temporada, jugando como titular, promedió 10,8 puntos por partido, el mejor balance de su carrera profesional. 
Jugó cuatro temporadas más con los Capitols, alcanzando las Finales de 1949, en las que cayeron ante los Minneapolis Lakers por 4-2, en una temporada en la que promedió 7,4 puntos y 1,4 asistencias por partido. Tras la desaparición del equipo en 1951, jugó una temporada con los York Victory A.C. de la EBL, siendo el máximo anotador del equipo, promediando 12,5 puntos por partido.

## Estadísticas de su carrera en la NBA

### Temporada regular
| Año     | Equipo     | PJ  | MPP  | TC%  | TL% | RPP | APP  | PPP |
| ------- | ---------- | --- | ---- | ---- | --- | --- | ---- | --- |
| 1946–47 | Washington | 60  | .319 | .652 | –   | .8  | 10.4 |     |
| 1947–48 | Washington | 48  | .308 | .742 | –   | .9  | 9.8  |     |
| 1948–49 | Washington | 60  | .361 | .678 | –   | 1.4 | 7.4  |     |
| 1949–50 | Washington | 40  | .338 | .624 | –   | .8  | 6.3  |     |
| 1950–51 | Washington | 9   | .375 | .643 | 1.0 | .6  | 2.3  |     |
| Total   | Total      | 217 | .329 | .677 | 1.0 | 1.0 | 8.3  |     |

### Playoffs
| Año   | Equipo     | PJ | MPP  | TC%  | TL% | RPP | APP | PPP |
| ----- | ---------- | -- | ---- | ---- | --- | --- | --- | --- |
| 1947  | Washington | 6  | .280 | .765 | –   | .3  | 6.8 |     |
| 1949  | Washington | 11 | .342 | .769 | –   | .6  | 6.4 |     |
| Total | Total      | 17 | .317 | .767 | –   | .5  | 6.5 |     |